# Spre cer
Spre cer este un film românesc din 1964 regizat de Titus Mesaros.